# مزراية

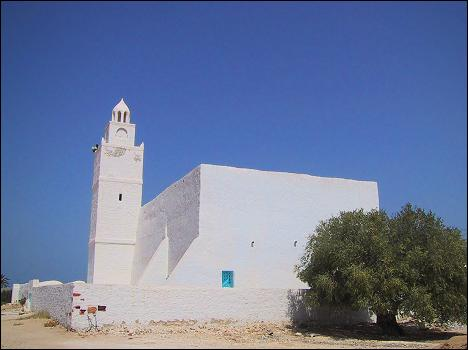
جامع مدراجن بمزراية

مِزْرَايَة قرية بجزيرة جربة بالجنوب التونسي. تقع في معتمدية جربة حومة السوق، إحدى معتمديات جزيرة جربة الثلاثة. وهي من القرى التونسية البربرية القديمة، لكن سكانها الحاليين يتكلمون العربية. يوجد بهذه القرية جامع مدراجن وجامع الهواري. تُعْرَف هذه القرية بشواطئها الخلابة التي تميز المنطقة السياحية 1 لجزيرة جربة.

### مواضيع ذات علاقة
- جربة.
- معتمدية جربة حومة السوق.
- حومة السوق.
- أجيم.
- ميدون.

### وصلات خارجية
1. ↑  "المناطق الترابية (العمادات) حسب الولايات والمعتمديات". اطلع عليه بتاريخ 2024-11-30.